# Christian Diego Di Sanzo
Christian Diego Di Sanzo (Prato, 18 novembre 1982) è un politico italiano.

## Biografia
Nato nel 1982 a Prato e laureato in ingegneria nucleare, svolge la professione di consulente. 
Alle elezioni politiche del 2022 viene candidato alla Camera dei Deputati nel collegio estero per la coalizione di centro-sinistra (in quota PD), risultando eletto.
Dal 9 novembre 2022 al 20 luglio 2023 fa parte della VIII Commissione (ambiente, territorio e lavori pubblici) per poi passare alla X Commissione (attività produttive, commercio e turismo).